# Grasbroek (buurt)
Grasbroek is een buurt in de wijk Schandelen-Grasbroek in de Nederlandse gemeente Heerlen. De buurt ligt ten noorden van het stadscentrum. Aan de westzijde wordt de buurt begrensd door de Sittarderweg, aan de noordoostzijde door de Palemigerboord, aan de zuidoostzijde door de Meezenbroekerweg en in het zuiden door de L.T.M.-weg.
In het noordoosten liggen de buurten van Palemig en Burettestraat en omgeving, in het zuidoosten de buurt Schandelen, in het zuiden de buurt Hoppersgraaf en in het westen Musschemig.
In de buurt liggen de sportvelden van Sportpark Grasbroek.
De buurt is deels ontstaan als mijnkolonie Grasbroek. De huizen in die kolonie zijn rijksmonument.

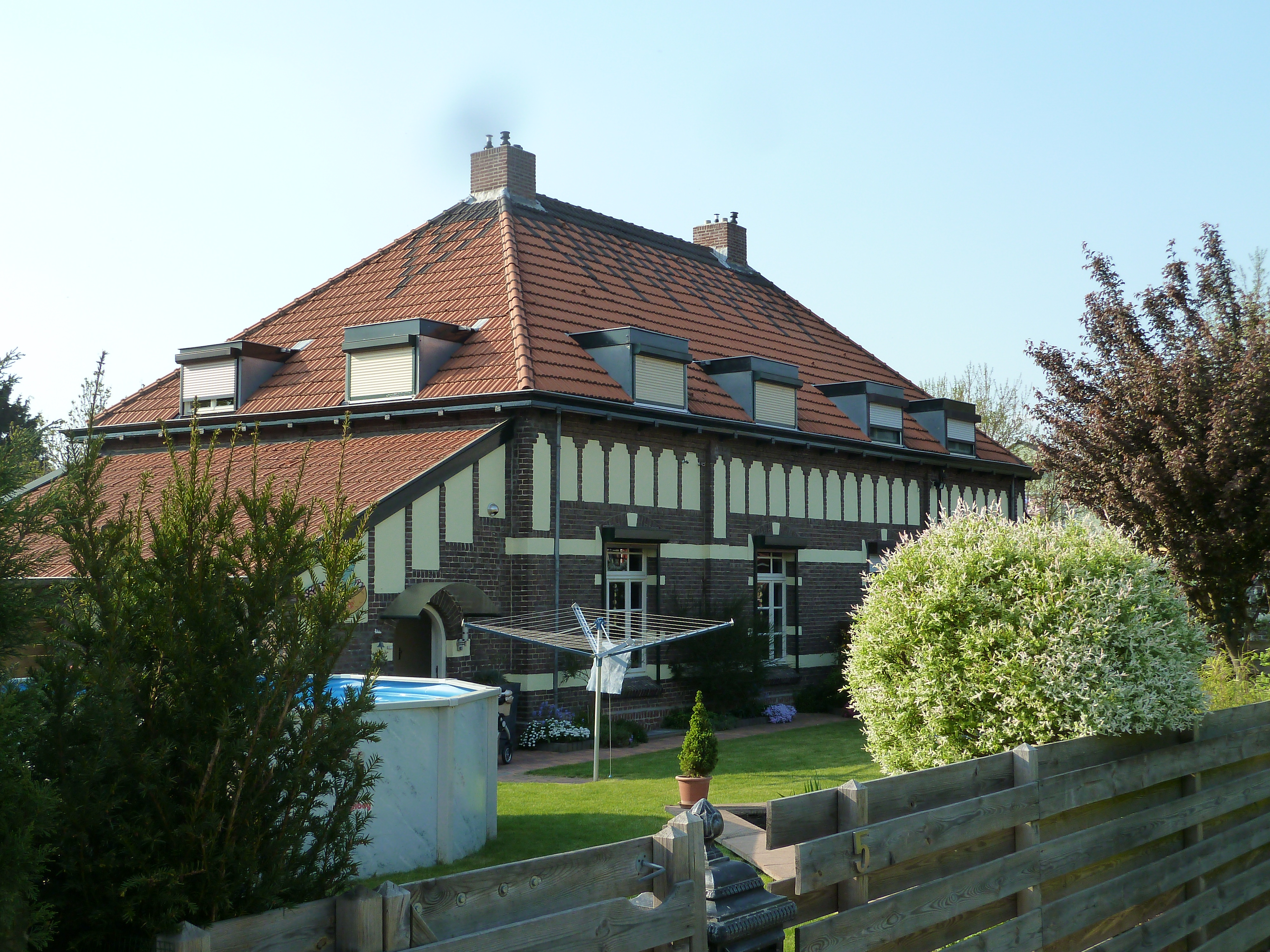
Karakteristieke huizen van de mijnkolonie Grasbroek
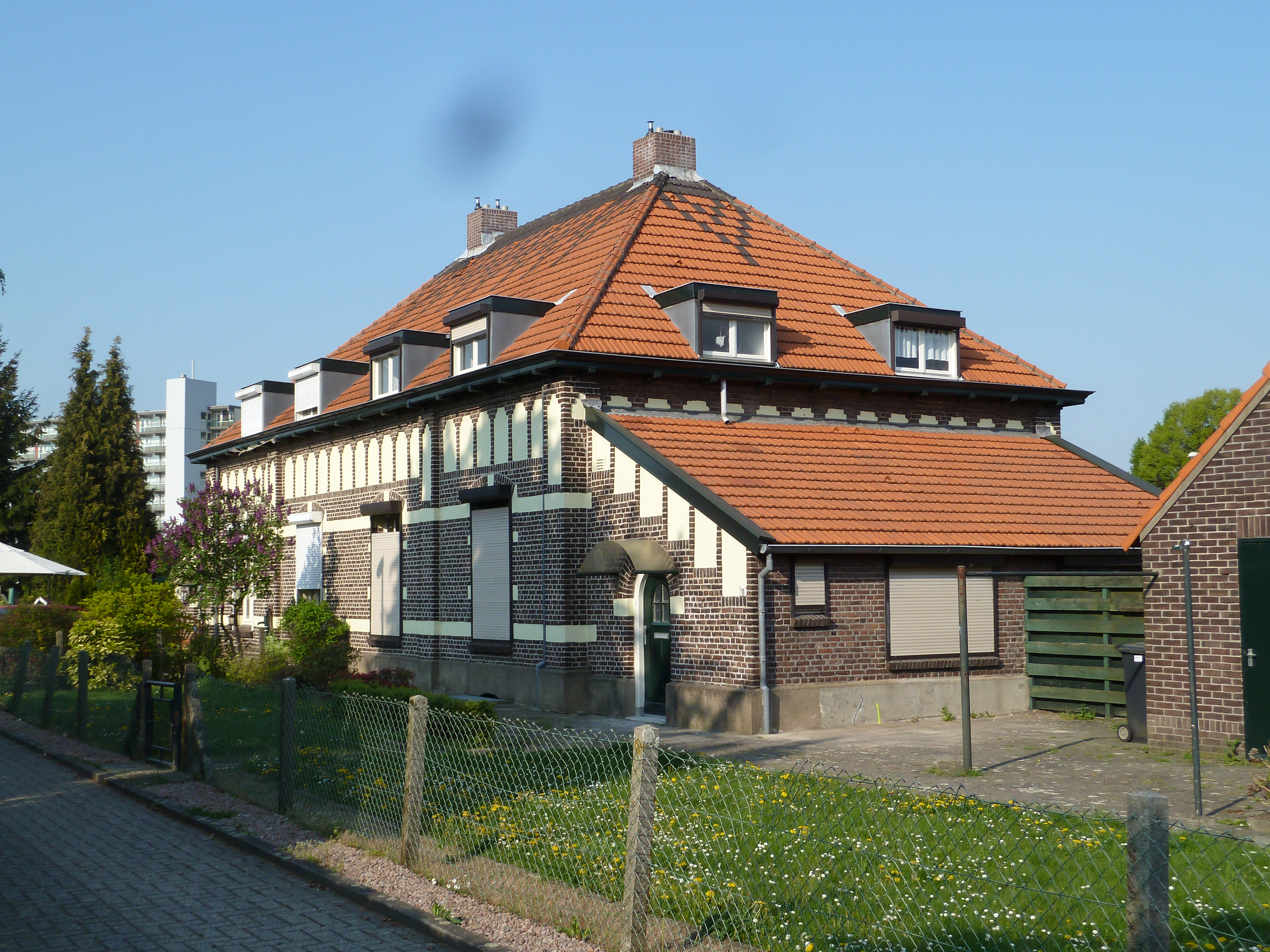
Idem

Stadsdelen: Heerlerbaan · Heerlerheide · Heerlen-Stad · Hoensbroek

Wijken: Aarveld-Bekkerveld · De Beitel · Caumerveld-Douve Weien · Eikenderveld · Heerlen-Centrum · Heerlerbaan-Oost · Heerlerbaan-West · Passart · De Hei · Heksenberg · Hoensbroek-De Dem · De Koumen · Maria-Gewanden-Terschuren · Mariarade · Meezenbroek-Schaesbergerveld · Molenberg · Nieuw Lotbroek · Rennemig-Beersdal · Schandelen-Grasbroek · Vrieheide-De Stack · Welten-Benzenrade · Woonboulevard-Ten Esschen · Zeswegen-Nieuw Husken

Buurtschappen en gehuchten: De Euren · Heihoven · Imstenrade · Schurenberg · Terschuren

Limburg: Steden en dorpen      Nederland: Provincies · Gemeenten